# Paracymoriza rivularis
Paracymoriza rivularis là một loài bướm đêm trong họ Crambidae.